# セントジョンズの戦い
セントジョンズの戦いは、1709年1月1日、イギリス（グレートブリテン王国）植民地であったセントジョンズに、フランスが奇襲をかけ、占領した戦いである。この地は後にイギリスが奪還し、1713年のユトレヒト条約でイギリス領となり、その後フランス人入植者は、イル・ロワイヤル、現在のケープ・ブルトン島へと移転した。

## 概要

### ニューファンドランドの争奪
アン女王戦争勃発前の一時期、ニューファンドランドはフランスとイギリス（当時のイングランド）が争奪を繰り返していた。1690年代のウィリアム王戦争の時期に行われたフランスの奇襲は、イングランドの入植地を完全に破壊した。その中には、この島の主要な港であるセントジョンズも含まれていた。イングランドは東側のセントジョンズに要塞を築いたが、フランスも南側を抑えていた。
1702年、イングランド海軍の提督ジョン・リークが、フランス植民地を奇襲したが、プレザンスだけは見合わせた。ここの港にフランスの軍艦を発見したからだった。1704年から1705年にかけての冬、プレザンス総督のダニエル・ドージェ・ド・スーベルカスが、ミクマク族とケベックのフランス系入植者との力を借りてセントジョンズの包囲戦に出た。町を焼き、要塞を攻め落とそうとしたが、失敗に終わった。

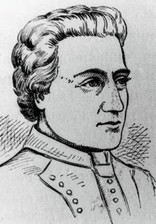
プレザンス総督スーベルカス

その後、1708年も押し詰まって、スーベルカスの後任であるフィリップ・パストゥール・デ・コステベルは、またもセントジョンズを急襲できる機会に恵まれた。フリゲート艦ヴィーナスを始め、数多くのフランス艦と、私掠船が何艘か、西インド諸島からやって来て停泊していたからだ。コステベルは、この機を逃す手はないと考え、副官のジョゼフ・ド・モンベトン・ド・ブルイヨン・ド・サントビデを送りこみ、ヴィーナスの艦長、ルイ・ドゥニ・ド・ラ・ロンドの助力を得て、陸路でのセントジョンズ急襲のために、人手を借りることにした。艦隊から召集した兵員と、入植地の住民と、ミクマク族とから計164名を引き連れて、サントビデは1708年12月14日、セントジョンズへ出発した。
1705年から1706年の冬、かつてセントジョンズを統治していたイングランド海軍少佐トマス・ロイドは、再びこの地の司令官に戻っていた。ロイドは、1696年にも同じ部署に就いたことがあったが、ジョン・ムーディの悪だくみでこの地位を追われていた。また、暴力的で怒りっぽい気質が災いしたと、入植民たちが噂していたのを知った。本国に一旦戻った時は、様々な非難を一掃し、かつて自分を追放したジョン・ムーディが、1705年の要塞防御に貢献していたにもかかわらず、セントジョンズの責任者に返り咲いた。1708年まで、さして大きな事件もないままセントジョンズを統治し、1707年のフランス入植地への遠征に参加し、漁師たちの一時的な入植地を荒らしまくった。また民兵隊を組織し、人口のほとんどが避難できるであろう要塞を築き、フランスと先住民の奇襲が絶えないため、入植者を説得して、要塞の中で冬を越させることにした。

### 戦闘

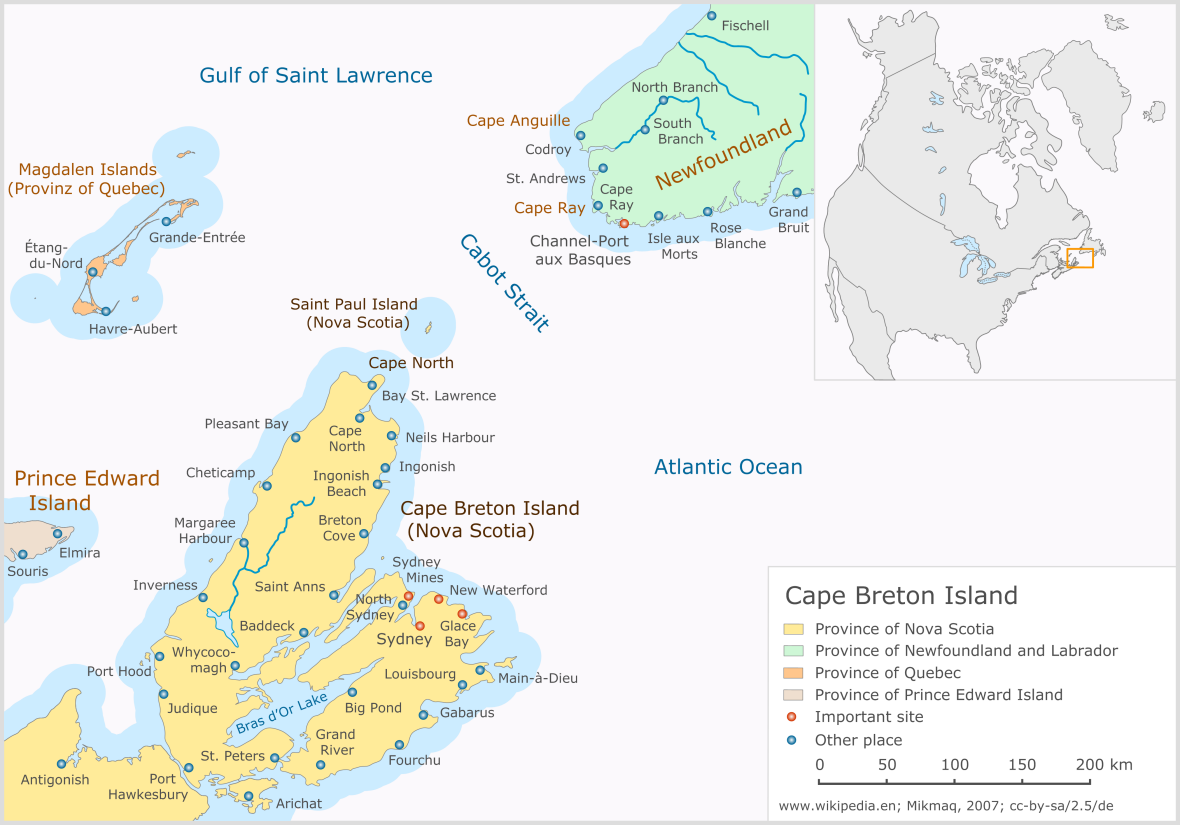
現在のケープ・ブルトン島（黄色部分）。カボット海峡をはさんで、ニューファンドランド（緑）と向かい合っている

1709年1月1日、サントビドは無防備なイギリスの駐屯兵に攻撃を仕掛けた。危急の知らせで、ロイドも、古い方の要塞であるフォート・ウィリアムで目を覚ましたが、相手が誰であるか分かっているにもかかわらず、数分もたたずに動きが取れなくなってしまった。新旧の要塞をつないでいた出撃路には錠が下ろされており、新しい要塞にいた兵士は、古い方への支援ができなくなっていたため、わずかな抵抗の後、新しい要塞で、指揮を取っていたジョージ・ベインは降伏した。

### イギリスの奪還
フランスは1709年の4月までセントジョンズを占拠したが、コステベルは、占領しておくよりも、要塞を壊して放棄するようにとの命令を出した。イギリスはその地を再占領し、また入植地を再建した。その後フランスは、1713年のユトレヒト条約で領地の多くをニューファンドランドに割譲し、コステベルは、住民を新しい交易地である、イル・ロワイヤル、現ケープ・ブルトン島のルイブールに移転させた。
サントビドは、この軍事行動でサン・ルイ勲章を受け、1718年にイル・ロワイヤルの総督に就任した。